# Vitvattnet, Kalix kommun
Vitvattnet i Norrbottens län är en by belägen 24 km norr om Kalix, inom Kalix kommun. Byn har en lanthandel med bensinmack. Stationshuset har med hjälp av EU-stöd restaurerats och innehas av bygdens intresseförening. 

## Historik
Byn kom till år 1910 i samband med att en järnvägsstation anlades vid Haparandabanan. Järnvägslinjen mellan Boden och Haparanda kom av militära hänsynstaganden att läggas några mil från kusten. Vitvattnet blev därigenom en omlastnings- och omstigningsstation för gods och resenärer till och från Kalix.
Med tiden växte byn och blev ett centrum för hela kommunens övre bygd. Dess storhetstid kom att bli beredskapsåren på 1940-talet och även 1950-talet. Då fanns det i byn affärer, post, bensinstation, caféer och skola med tillhörande skolhem. Ett flertal militärförläggningar, så kallade barackläger, fanns i Vitvattnets omgivningar, som även gränsar till övnings- och skjutfältet Lombens skjutfält.
När sedan järnvägen mellan Morjärv och Kalix byggdes i början av 1960-talet minskade Vitvattnets betydelse drastiskt. Persontrafiken på Haparandalinjen lades ner i början på 1990-talet.
Vitvattnets historia som järnvägsort har upphört i och med att den nya sträckningen av Haparandabanan togs i bruk år 2012. Det sista tåget gick i december 2012. Banan till Haparanda går numera via Morjärv och Kalix, den gamla sträckningen via Vitvattnet och Karungi ligger obrukad för trafik. 

### Dressincykling
Mellan 2015 och 2021 gick det att trampa dressin på den gamla sträckningen. Banan klassades som Sveriges längsta järnväg utan trafik, och var också Sveriges längsta bana för dressintrafik.

## Skola
Skolan i Vitvattnet var aktiv till år 2008 och förskolan var öppen tills år 2017. 